# Akapnou
Akapnou (griechisch Ακαπνού) ist eine Gemeinde im Bezirk Limassol in Zypern. Bei der Volkszählung im Jahr 2021 hatte sie 40 Einwohner.

## Lage und Umgebung

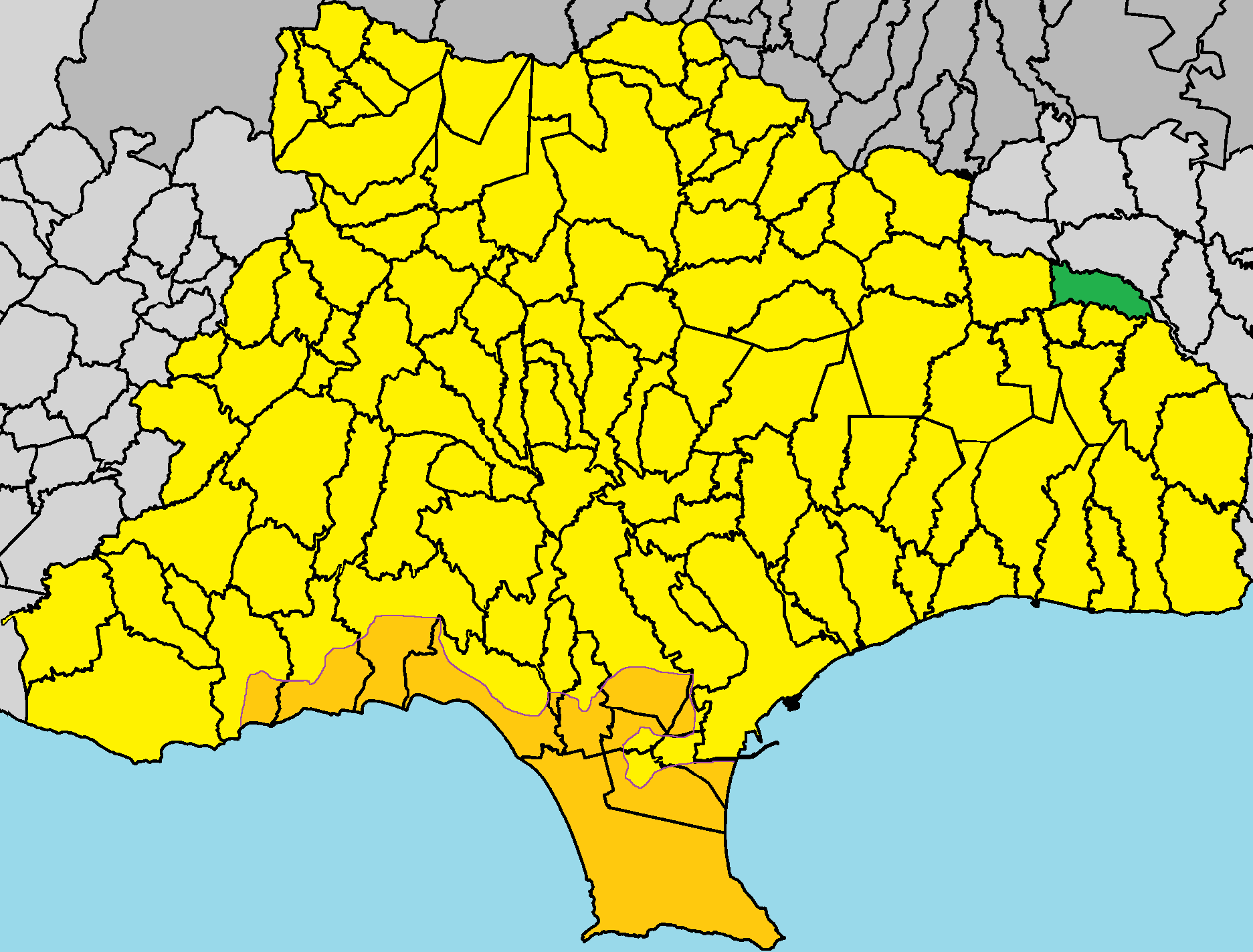
Lage im Bezirk Limassol

Akapnou liegt in der südlichen Mitte der Insel Zypern auf 388 Metern Höhe, etwa 38 km südwestlich der Hauptstadt Nikosia, 20 km nordöstlich von Limassol und 38 km westlich von Larnaka.
Der Ort liegt etwa 14 Kilometer von der Mittelmeerküste entfernt im Inselinneren im Südteil des Troodos-Gebirges. Der Ort liegt in einer vergleichsweise grünen Umgebung, östlich verläuft der Bach Vasilopotamos und die Landschaft um das Dorf ist vom Olivenbaumanbau geprägt. Gleich nördlich und östlich beginnt der Bezirk Larnaka.
Orte in der Umgebung sind Ora im Norden, Lageia im Osten, Vikla und Klonari im Süden, Eptagonia im Westen sowie Melini im Nordwesten.

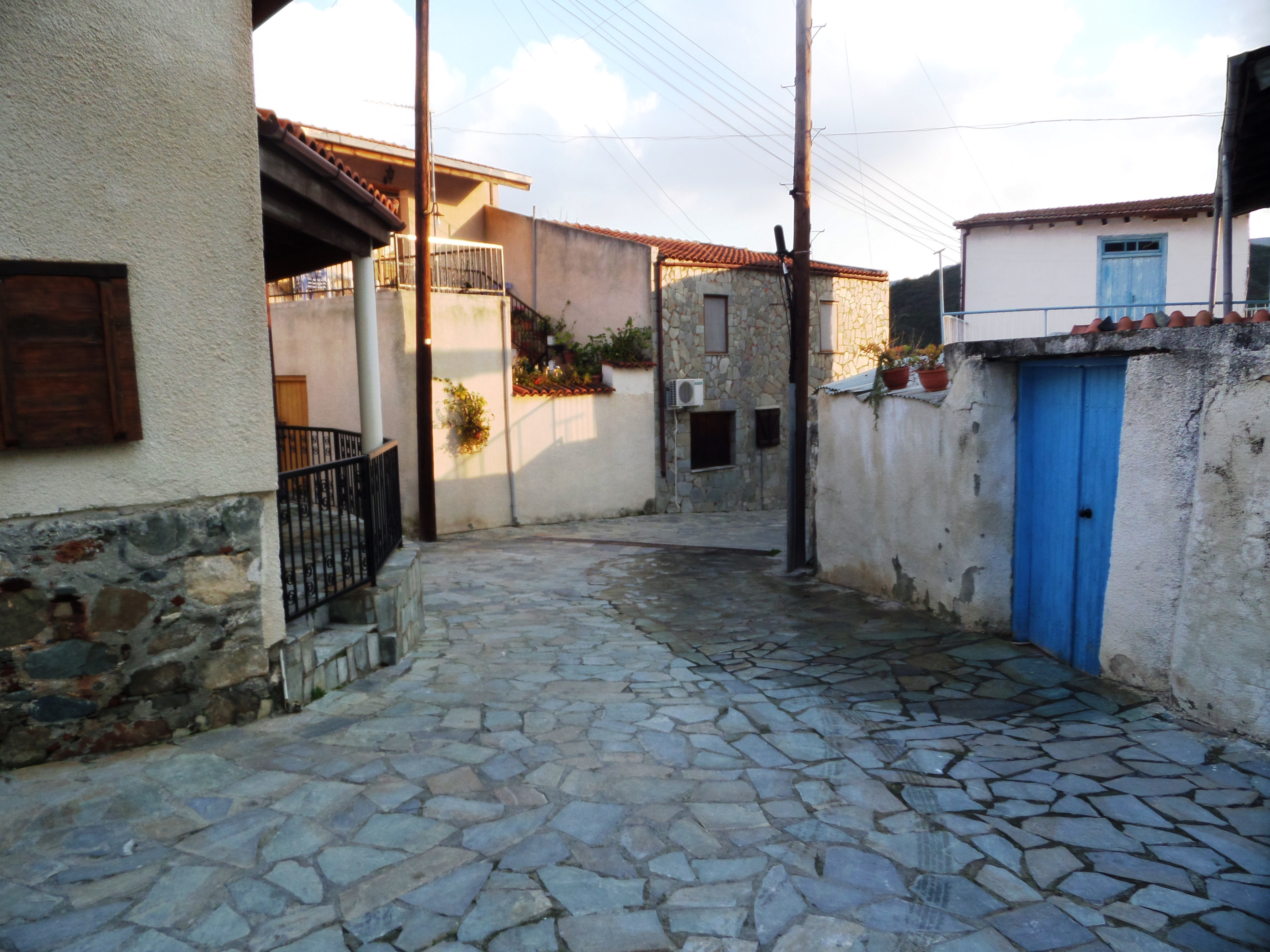
Kleine Straße in Akapnou